# Acacia ulugurensis
Acacia ulugurensis é uma espécie de leguminosa do gênero Acacia, pertencente à família Fabaceae.